# Stadion GSP
Stadion GSP, řecky: Στάδιο ΓΣΠ, je fotbalový stadión v kyperském městě Strovolos, které se nachází asi 6 kilometrů od hlavního města Nikósie. Co do kapacity je největším na Kypru, pojme 22 859 diváků. Otevřen byl v roce 1999. Je domovským stánkem Kyperské fotbalové reprezentace a tří největších klubů Nikósie: APOELu, Olympiakosu a Omonie. Je jediným stadiónem na Kypru, který splňuje kritéria UEFA pro mezinárodní soutěže a využívají ho tudíž všechny kyperské kluby, pokud se kvalifikují do evropských pohárů. V roce 2002 ho využívaly k utkáním v evropských pohárech i izraelské týmy, vzhledem ke zhoršené bezpečnostní situaci ve vlastní zemi. Okolo stadionu se nachází areál dalších sportovišť. Stadión stejného jména existoval v letech 1902-1999 v centru Nikósie. GSP v názvu odkazuje na majitele tohoto původního stadionu, Pankyperský gymnastický spolek. Ten je majitelem i stadionu nového. V roce 2023 byl prvně užit i pro koncert, vystoupila zde kanadská zpěvačka Céline Dion.